# Орёл (вспомогательный крейсер)
«Орёл» — вспомогательный крейсер Российского императорского флота периода Первой мировой войны.

## Строительство
30 сентября 1908 года Добровольный флот заключил с германской фирмой «Шихау» (F. Schichau) в Эльбинге контракт на постройку трёх больших товаропассажирских пароходов для осуществления дальних перевозок на линиях между Владивостоком и заграничными портами. Головной пароход серии получил название «Орёл».
«Орёл» мог принять на борт 210 пассажиров: 60 — в каюты первого класса, 30 — в каюты второго класса, 120 — в помещения третьего класса. Ещё 180 человек могли размещаться на палубе.

## Служба
После начала Первой мировой войны «Орёл» был 22 августа 1914 года мобилизован и зачислен в состав Сибирской флотилии в качестве вспомогательного крейсера. Во Владивостоке он был вооружён и подготовлен к боевым действиям. Табель комплектации крейсера был утверждён начальником Главного Морского штаба и включал в себя 11 офицеров, трёх кондукторов и 120 нижних чинов.
В конце 1914 года «Орёл» был с группой водолазов отправлен в Пенанг, где лежал на дне потопленный германским рейдером «Эмден» русский крейсер «Жемчуг». Из-за сильного течения водолазные работы, начатые 4 января 1915 года, были затруднены и удалось поднять только одно 120-мм орудие, пулемёт и 6 оптических прицелов. Поднятые предметы никакой ценности не представляли. Моряки вспомогательного крейсера установили в порту памятник погибшим на «Жемчуге» (кроме того, там предположительно был похоронен погибший в походе в результате несчастного случая старший минер «Орла» унтер-офицер Алексей Черепков). «Орел» забрал из Пенанга русских раненых моряков с «Жемчуга», которым до прихода корабля оказывали медицинскую помощь английские сестры милосердия.
4 февраля 1915 года русский консул срочной телеграммой вызвал «Орёл» в Сингапур, где восстал Пятый легкий полк сипаев. Водолазные работы были немедленно прекращены, и 5 февраля на берег был отправлен десант с крейсера, включающий в себя 3 офицеров и 43 нижних чина при двух пулемётах. Десанты были посланы на берег также с срочно прибывшего французского крейсера (200 человек) и двух японских крейсеров (по 75 человек с каждого). Моряки охраняли важные объекты, блокировали район расположения мятежников и выдержали один бой с превосходящими силами сипаев, в котором несколько матросов получили ранения. 22 марта судно возвратилось во Владивосток, где за помощь в подавлении восстания все десантники получили награды.
В отчете за 1915 год адмирал Джеррам писал:
«Капитан 2 ранга П. Винокуров… Высадил десант, который принес значительную пользу, содействуя подавлению мятежа в Сингапуре. „Орёл“ был также использован как убежище для женщин и детей, которые пользовались сердечным попечением за время пребывания на корабле.»
С весны 1915 года «Орёл» обеспечивал практику гардемаринов и использовался как учебное судно. Корабль совершил на протяжении 1915—1916 годов несколько учебных походов, заходя в японские и корейские порты.
12 ноября 1917 года «Орёл» вместе с миноносцами «Бойкий» и «Грозный» отправился в очередное плавание. Октябрьская революция застала крейсер в Нагасаки. Между командой и гардемаринами начали возникать конфликты, а кораблю было приказано вернуться во Владивосток. Из-за возникших на судне беспорядков капитан 1-го ранга М. А. Китицын принял решение попросить помощи у союзников и следовать с отрядом в Гонконг. В этом порту были списаны все революционно настроенные члены экипажа, а судно перешло в подчинение белогвардейского командования. Одним из организаторов заговора гардемарин на корабле был будущий командующий Черноморским и Балтийским флотами флагман флота 2-го ранга Иван Кожанов

В 1918 году «Орёл» был разоружен и переклассифицирован как учебный транспорт. Занимался коммерческими перевозками, о которых газета «Сибирская жизнь» в заметке «Отголосок совдепии» ссылаясь на сообщение Российского телеграфного агентства (РТА) от 17 января 1919 года писала:
«ВЛАДИВОСТОК 17 января (РТА). В период большевизма администрация и команда крейсера „Орел“ захватила крейсер и стала самостоятельно перевозить в нем грузы, получая фрахт в свою пользу и избегая возвращения во Владивосток. Ныне сообщают, что крейсер „Орел“ сдан французской фирме и уходит в Мадагаскар, оттуда в Марсель с обязательством вернуться в Сайгон с грузом риса. На крейсере туземная команда и 15 русских морских офицеров под командой старшего лейтенанта Афанасьева. Офицеры назначили сами себе оклады от 5 до 15 тысяч в месяц каждому.»
В декабре 1919 года «Орёл» возвратился во Владивосток, ведя на буксире «Бойкий».
30 января 1920 года «Орёл» ушел из Владивостока после очередного переворота в городе. М. А. Китицын принял решение о плавании в Севастополь совместно с транспортом «Якут». Служба на корабле продолжалась, причём некоторые старшие гардемарины были произведены в следующие звания. Попутно «Орёл» занимался перевозками грузов. 29 сентября 1920 года командир вспомогательного крейсера «Орёл» капитан 1-го ранга М. А. Китицын сдал корабль представителю Добровольного флота А. С. Леонтовичу и новому капитану транспорта капитану дальнего плавания Н. А. Титову.
В 1921 году корабль был продан представителям английской компании.
Под английским флагом «Орёл» носил название сначала «Silvia», а после 1934 года — «Haitan».
В 1950 году корабль разрезали на металл в Гонконге.

## Проходили обучение на корабле (практику)
- Захарченко, Константин Львович
- Исаков, Иван Степанович
- Ларионов, Виктор Александрович
- Озаровский, Николай Юрьевич
- Раскольников, Фёдор Фёдорович

## Командиры
- Винокуров Павел Петрович — командир с 21 августа 1914—1917 год[8].
- Кованько, Лев Евгеньевич — вахтенный начальник с 17 августа 1914 года — 1916 год.